# Danh sách ban nhạc metal Đài Loan
Dưới đây là danh sách các ban nhạc metal đến từ Đài Loan.

## B
- Bỉ Ngạn Thự Quang (Stay Wide Awake)
- Bối Cốt Nhạc Đoàn (Revolting Society)

## C
- Chthonic (Thiểm Linh)

## H
- Huyễn Nhật (Anthelion)

## L
- Lục Dực Thiên Sứ (Seraphim)